# Swedes in America
Pour plus de détails, voir Fiche technique et Distribution.
Swedes in America (suédois : Vi i Amerika) est un court métrage documentaire de propagande américain réalisé par Irving Lerner et sorti en 1943. Il a été nommé à l'Oscar du meilleur court métrage documentaire,.

## Synopsis
Le court-métrage consiste en une interview de l'actrice suédoise Ingrid Bergman, qui raconte l'intégration réussie des Suédois aux États-Unis. Elle présente les Suédois comme des citoyens américains qui travaillent dur et qui contribuent largement à la prospérité des États-Unis. Elle parle également de la façon dont les Suédois essaient de préserver leur propre culture nord-européenne aux États-Unis. Dans le documentaire, Bergman visite des organisations suédoises et le musée américano-suédois de Philadelphie.

## Fiche technique
- Titre original et français : Swedes in America[3]
- Titre suédois : Vi i Amerika
- Réalisation : Gunnar Skoglund
- Scénario : Joseph Krumgold
- Production : Robert Riskin
- Société de production : Bureau d'information de guerre des États-Unis
- Pays de production :  États-Unis
- Langue originale : anglais américain
- Genre : court métrage documentaire de propagande
- Durée : 17 minutes
- Date de sortie : 
  - Suéde : 8 novembre 1943

## Distribution
- Ingrid Bergman

## Production
Le film a été réalisé dans le cadre du travail d'Irving Lerner pour le Bureau d'information de guerre des États-Unis. Outre la Suède et les États-Unis, le film a également été bien accueilli au Royaume-Uni. Le ministère de l'Information britannique demanda 400 copies pour montrer aux citoyens britanniques à quel point les États-Unis étaient accueillants envers la migration.
Le film est sorti en 1943 et a été nommé aux Oscars en 1944, mais il est reparti bredouille lors de la cérémonie.